# Струм витоку
Струм витоку (англ. leakage current, нім. Isolationsstrom m, Leckstrom m) – електричний струм, обумовлений дією напруги в електричній мережі й який протікає крізь опір витоку на землю. 

## Загальний опис
Витік струму з мережі на землю, виникає як через пошкоджену або недостатню ізоляцію, так і крізь тіло людини, яка доторкнулася до струмопровідної частини і має контакт із землею. У цьому разі, опір тіла людини, можна вважати опором витоку і це здатне призводити до загрози життю. Небезпека також, полягає й у ймовірності виникнення пожеж внаслідок струмів замикання на землю. В електроустановках, які використовуються у підземних виробках, обов’язкове застосування захистів від замикань на землю (захист від витоку). 
Взагалі, струм витоку — це електричний струм, що протікає крізь шлях, який первинно не призначено для проведення електричної енергії. 
З іншого боку, він також, позначає суму струмів витоку та струмів крізь власні ємності (наприклад ємнісний струм у лініях електропередавання), або конденсатори придушення електромагнітних завад пристроїв із захисним провідником (клас захисту I).
Струм витоку може виникнути, через те що:
- ізолятор не досконалий, через це він має (невелику) електропровідність,

- для конденсаторів, струм витоку називається "залишковий струм",

- поверхня ізолятора має струм витоку, зокрема, якщо на поверхні присутні домішки (бруд) та / або вологість,

- всередині напівпровідників, утворюються мимовільні носії заряду, які проходять через прикладену електричну напругу, у напівпровідниковому кристалі,
- це може бути викликано підвищеною температурою або радіацією.

## В електроніці
В електроніці, витік може означати поступову втрату енергії від зарядженого конденсатора. Здебільшого, це викликано електронними складниками, приєднаними до конденсаторів, як от транзистори або діоди, які проводять невелику кількість струму, навіть коли їх вимкнено. Попри те, що цей струм витоку на порядок менше за робочий струм крізь пристрій, коли його увімкнено, витік все-таки повільно розряджає конденсатор. Ще одним чинником витоку з конденсатора, є небажана недосконалість деяких діелектричних матеріалів які використовуються у конденсаторах, також це відомо як діелектричний витік. Це є наслідком того, що діелектричний матеріал не є взірцевим ізолятором, отже він має деяку ненульову провідність, що дозволяє струму витоку з часом розряджати конденсатор.
Витік також, може означати небажане передавання енергії з одного кола в друге. Наприклад, лінії магнітного потоку не буде повністю обмежено осередком силового трансформатора; інша електрична схема може бути поруч з трансформатором і отримувати деякий витік енергії на частоті електричної мережі, що спричинить чутний шум, наприклад, у звукових пристроях.
Струм витоку також, є струмом, який тече, коли у зразковому стані, повинен дорівнювати нулю. Таке відбувається в електронних збірках, коли вони перебувають у стані очікування, вимкнені або «сплять». Ці пристрої можуть споживати один або два мікроампери у стані спокою, порівняно з сотнями або тисячами міліампер, коли вони цілком у роботі. Такі струми витоку, стають значною перешкодою для виробників переносних електронних пристроїв, через їх небажаний вплив на час роботи батареї, для споживача.

### У напівпровідниках
У напівпровідникових приладах, витік є квантовим явищем, коли рухомі носії заряду (електрони або дірки) проходять 

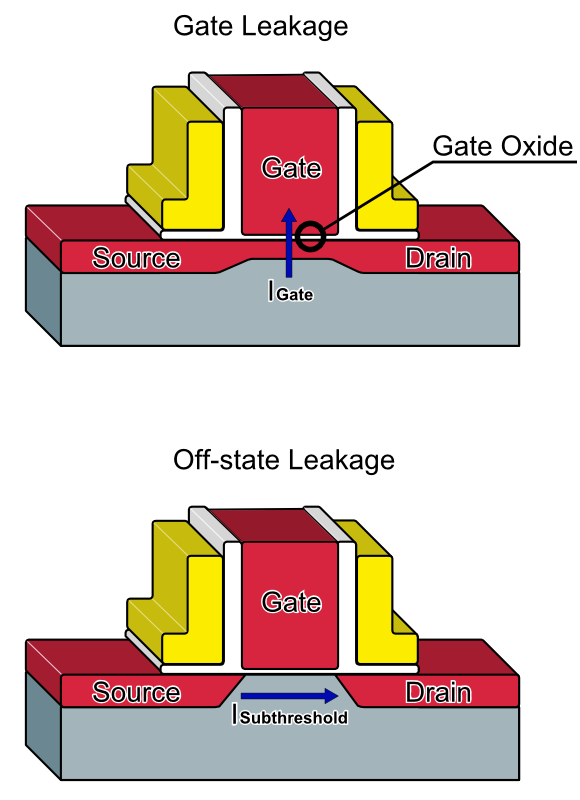
Верхній малюнок: струм витоку затвора транзистора. Нижній малюнок: підпороговий струм витоку.

крізь ізольовану ділянку. Витік збільшується експоненціально, зі зменшенням товщини ізоляції. Тунельний витік може також, виникати у напівпровідникових з'єднаннях, між дуже легованими напівпровідниками типу P і N. Крім тунелювання, крізь ізолятор або перетинки затвора, носії можуть також протікати між витоками та клемами стоку транзистора з оксидним металевим напівпровідником (MOS). Це називається підпороговою провідністю. Первинне джерело витоку, міститься всередині транзисторів, але електрони, можуть додатково протікати і між сполуками. Витік збільшує споживання енергії, і якщо є досить великим, здатен призвести до повного збою кола.
Станом на початок 2010 років, витік був одним з основних чинників, які обмежували продуктивність процесора. Зусиллями спрямованими на зменшення витоку, є: використання напруженого кремнію, високочастотних діелектриків (з високим k) та / або більш значне легування. Зменшення витоку, для дотримання закону Мура, потребує не лише нових матеріальних рішень, а й належного проєктування системи.
Деякі види вад створення напівпровідників, виявляються як підвищений витік. Тож, вимірювання струму витоку або тестування Iddq, яке засновано на вимірюванні струму живлення (Idd) у стані спокою (коли коло не перемикається, а входи утримуються за сталих значень) — це швидкий, недорогий спосіб пошуку хибних чипів (мікросхем).
Підвищений витік — це загальний стан відмови, викликаний неруйнівним перенапруженням напівпровідникового пристрою, коли сполука або оксид затвора, страждають від постійного ушкодження, недостатнього для повного виходу з ладу. Перенапруження оксиду затвора, може призвести до виникнення струму витоку, викликаного напругою.
У біполярних перехідних транзисторах, емітерний струм, є сумою колекторних та базових струмів: Ie = Ic + Ib. Струм колектору, складається з двох складових: носіїв меншості й основних носіїв. Різницевий струм, називається струмом витоку.
Струм витоку зазвичай, вимірюється в мікроамперах. Для діода зворотного зсуву, це чутливо до температури. Струм витоку, повинен бути ретельно вивчений для програм, які потребують широких теплових меж.